# Thành phố Union, California
Thành phố Union là một thành phố thuộc quận Alameda trong tiểu bang California, Hoa Kỳ. Thành phố có tổng diện tích 19,469 dặm vuông Anh (50,42 km2), trong đó diện tích đất là 19,469 dặm vuông Anh (50,42 km2). Theo điều tra dân số Hoa Kỳ năm 2010, thành phố có dân số 66.869 người, là thành phố lớn thứ 96 bang California năm 2010.
Thành phố được hợp nhất năm 1959 từ các cộng đồng Alvarado và Decoto.